# NGC 7826
NGC 7826 ist die Bezeichnung für einen offenen Sternhaufen oder einen Asterismus im Sternbild Cetus. Entdeckt wurde das Objekt am 9. Dezember 1784 von Wilhelm Herschel.